# Аптека горного ведомства (Екатеринбург)
Апте́ка Го́рного управле́ния на Екатерининской площади (площадь Труда) проспект Ленина, 37.

## История создания
Это оригинальное двухэтажное здание с мезонином в духе городского частного особняка периода классицизма, построено по проекту известного архитектора-классициста Михаила Малахова в 1821 году. Позади него был разбит сад, обнесённый оградой с красивыми воротами. В 1969 году здание реконструировано. Несмотря на позднейшие переделки, комплекс сохранил типичный для времени постройки облик городской усадьбы эпохи классицизма.

## Памятник архитектуры
Ныне здание музея является памятником архитектуры федерального значения. Сейчас в здании располагается Музей истории камнерезного и ювелирного искусства.